# The Dandy, or Mr. Dawson Turns the Tables
The Dandy, or Mr. Dawson Turns the Tables (o Turning the Tables) è un cortometraggio muto del 1912 diretto da William Humphrey.

## Produzione
Il film fu prodotto dalla Vitagraph Company of America.

## Distribuzione
Distribuito dalla General Film Company, il film - un cortometraggio di 150 metri - uscì nelle sale cinematografiche statunitensi il 14 dicembre 1912. Nelle proiezioni, veniva programmato con il sistema dello split reel, accorpato in un'unica bobina con un altro cortometraggio prodotto dalla Vitagraph, la commedia All for a Girl.